# Samuel Smith
Pour le chanteur britannique né Samuel Smith, voir Sam Smith.
Pour le banquier et sénateur britannique, voir Samuel Smith (1754-1834).
Samuel Smith (27 juillet 1752, Carlisle - 22 avril 1839, Baltimore), est un général et homme d'État américain.

## Biographie

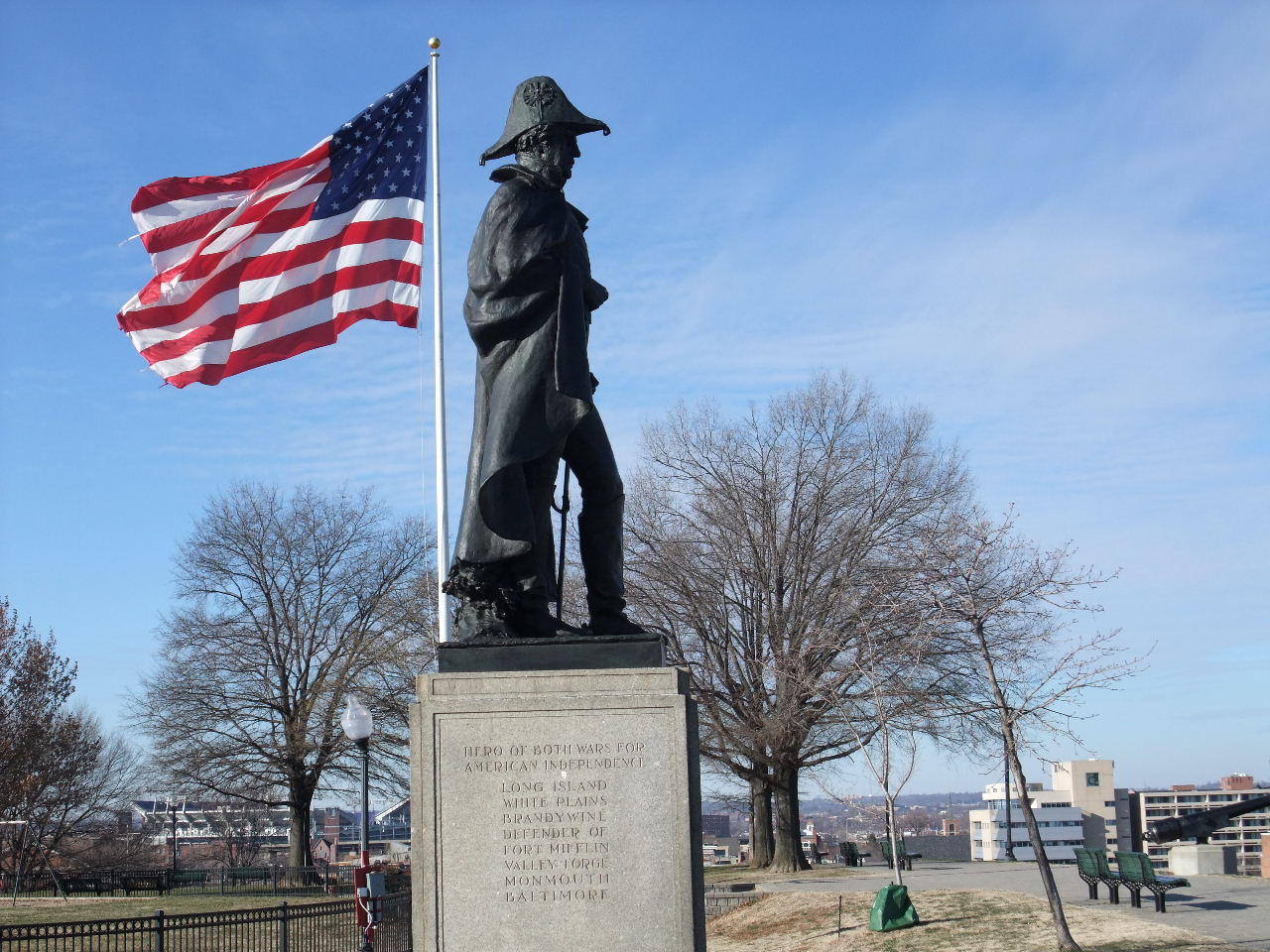
Statue du général Samuel Smith (Baltimore).

Frère de Robert Smith, il s'installe à Baltimore avec sa famille en 1759.
Il sert comme capitaine, major, puis lieutenant-colonel dans l'Armée continentale durant la guerre d'indépendance américaine.
Smith est membre de la Chambre des délégués du Maryland de 1790 à 1792.
Il est promu brigadier general de la milice de Maryland en 1794 et commandant de Maryland's quota durant la révolte du Whisky. Il servit comme major général durant la guerre de 1812, et commandant de la défense de Baltimore durant la bataille de Baltimore et le fort McHenry en 1814.
Il est élu à la Chambre des représentants des États-Unis le 4 mars 1793. Il fut président de l'U.S. House Committee on Commerce and Manufactures. En tant que principal négociateur entre le jeune leader fédéraliste et représentant du Delaware, James Asheton Bayard II (en), et le président élu Thomas Jefferson, Smith a fixé le bulletin victorieux à la Chambre des représentants pour Jefferson lors de l'élection présidentielle américaine de 1800.
Smith est élu au Sénat des États-Unis en 1803 et a été réélu en 1808. Smith a servi comme président pro tempore du Sénat des États-Unis lors des neuvième et dixième congrès.
Smith est réélu à la Chambre des représentants le 31 janvier 1816. Il y fut président de l'U.S. House Committee on Expenditures au département du Trésor et membre du Committee on Ways and Means (en).
Le 17 décembre 1822, Smith retourna au Sénat. Il fut de nouveau président pro tempore du Sénat des États-Unis de 1828 à 1831, ainsi que président du Comité des finances du Sénat des États-Unis de 1823 à 1833. Il devient doyen du Sénat en 1838.
Smith devient maire de Baltimore en 1835.

## Sources
- (en) Cet article est partiellement ou en totalité issu de l’article de Wikipédia en anglais intitulé « Samuel Smith (Maryland) » (voir la liste des auteurs).